# Rapiña
Rapiña, també coneguda com Jaula de cobardes, és una pel·lícula de 1973 estrenada el 1975 i rodada en pel·lícula de 35 mm, del director Carlos Enrique Taboada.

## Sinopsi
Dos llenyataires pobres, Evodio i Porfirio, es veuen implicats en un robatori. El pare de Porfirio malalta de gravetat, per la qual cosa paga al metge amb un porc que li dona el seu compare Evodio. Tots dos personatges són testimonis de la caiguda d'un avió. En acostar-se veuen que no va sobreviure cap persona a l'accident, per la qual cosa decideixen robar les pertinences dels passatgers abans que arribi qualsevol autoritat. Dos carboners que es trobaven a prop decideixen fer el mateix, però són assassinats per Porfirio perquè ell i Evodio puguin quedar-se amb tot el botí.
En allunyar-se de la zona decideixen vendre el robat, però arriba l'exèrcit i decideixen fugir. En el camí, per a quedar-se amb tots els guanys, Porfirio mata a Evodio i a la seva esposa. La seva dona, en assabentar-se del succeït, ho abandona, per la qual cosa ell decideix marxar-se, només que en la seva fugida és capturat per l'exèrcit.

## Repartiment
- Ignacio López Tarso - Porfirio
- Germán Robles - Evodio
- Norma Lazareno - Fina
- Rosenda Monteros - Rita
- Enrique Pontón - doctor
- Amado Zumaya
- Manuel Donde - tata don Andrés
- Ángel Casarín
- Jesús Gómez Checa - Teófilo
- Héctor Cruz
- José Luis Caro - Mayor
- José Chávez Trowe
- David Estuardo - Maestro
- Raúl Dantes - José